# 神々の黄昏 オリンポス・ウォーズ
『神々の黄昏 オリンポス・ウォーズ』（かみがみのたそがれ -）は、1982年に集英社から刊行された、豊田有恒による日本の伝奇アドベンチャー小説。
世界情勢、法制度、市町村名などは刊行当時のものとなっている。

## 登場人物（兼あらすじ）

### 佐田 康彦（さた やすひこ）
航空自衛隊第3航空団所属のパイロット。父は朝鮮戦争で戦死したギリシャ系アメリカ人コンスタンチン・ザクロス。「佐田」は母方の姓で、出雲神話の佐田大神につながるものだが、戸籍法の関係で父の死までアメリカ国籍しか持てず、ユージン・ザクロス（ギリシャ語読み：エフゲニー・サクロス）と名乗っていた。
数日前に北朝鮮と韓国の間で始まった戦闘に、ソ連軍とアメリカ軍も介入し、ついに日本にソ連の攻撃が及んできた。佐田は三沢基地よりF-1戦闘機で飛び立ち、ソ連軍のヤーク36戦闘機の編隊と交戦するが、戦術核兵器の爆発に巻き込まれる。
気がつくと佐田はススキ野原にいた。彼は足名椎（アシナヅチ）・手名椎（テナヅチ）夫妻と娘の櫛名田姫と出会い、八岐の大蛇から守ってほしいと懇願される。自然と自身を須佐之男命と名乗り、思い出す神話の物語通りに大蛇との戦いに挑むが、激しい頭痛と眩暈に意識をなくす。次に気がつくと、彼は、エチオピア王女アンドロメダに襲いかかる海魔との戦いの場におり、自然とペルセウスだと名乗っていた。海魔を斃したところで再び眩暈とともに櫛名田姫のいる世界へ戻される。疲れとともに眠り、目覚めると目の前にはアンドロメダがいる。佐田は、彼女との婚礼の席に乱入してきた者をメデューサの首で石化させた。
こうして日本神話とギリシャ神話の間を行き来するうちに会った女神ヘーラから、蛮国の神にたぶらかされずオリンポスの神々に従えと諭される。訳もわからぬうちに佐田はオルフェウスとなり、恋人エウリディケの死を予感するが、再び頭痛とともに伊邪那岐命となり、妻伊邪那美命の死に立ち会う。だがヘーラによってエウリディケの死の場面へ連れ戻される。機会あるごとに頭の中に神話の情報が入り込み、それらの知識を頼りに台詞を言い行動しつつ、頭痛のたびに両神話の世界を行き来しながら、佐田は愛する女性を冥府に訪ねたが連れ戻しに失敗する。
失意のうちに出会った吉備武彦により、佐田は自分が倭建命になったのを知り、見えないこのシナリオを破壊すべく遠方へ駆け出すと、ズームアップに耐えられず風景が裂け、そこから白い霧の世界に入り込む。そこで出会ったのが、櫛名田姫を「演じ」ていた稲田玲であった。

### 稲田 玲（いなだ れい）
神道系のいわばミッション・スクールの女子大の学生。祖先の姓「蜂須賀」の「須賀」は須佐之男命を奉る須賀神社につながり、「稲田」姓は櫛名田＝霊稲田（くしいなだ）につながると語る。日本の神々に詳しい彼女の説明により佐田は（読者も）知識を与えられる。
彼女は亀ヶ岡の縄文遺跡の見学中に核爆発に巻き込まれ、その後は天御中主神によって櫛名田姫を演じ、そしてこれから倭建命の妻を演じることになっていた。佐田と玲が白い霧の外へ出ると、そこは核攻撃で壊滅した木造町（当時の名称）であり、町民の死体を見た佐田は、半ば腐敗した伊邪那美命と八色の雷として登場したのが彼らだったと知る。2人は五所川原市に向かうが、その方向に原子雲が立ち上り、神話通りに「八雲たつ場所」となった。現れた天御中主神は、佐田も玲も神々の血を色濃く引いていると告げ、佐田の半身に異国の禍神の血が流れているのを責めるも、神々に従うよう諭す。玲は櫛稲田姫の子孫であった。
やむを得ず2人は、倭建命と妻の美夜受姫を演じる場に戻ることとする。神話の再現が始まると、佐田はおそらく混血のために自分の意識を持っていられたが、玲は、櫛稲田姫の時と同様に登場人物になりきり、衣裳には経血さえ着いていた。

### コンスタンチン・サクロス
佐田の父。佐田が頭痛とともに倭建命からオイディプスの役に変わったときに、テーバイのライオス王として登場し、佐田の手にかかる。佐田は杖でライオスの頭を叩き割ったはずだが、コンスタンチンの体には1952年の仁川においてF-8パンサー艦上機で戦闘中に撃墜された時に受けたミグ15の機関砲弾による銃創があった。佐田と父の周囲の光景が、ギリシャから朝鮮戦争の戦場へ変化し、馬車はソ連軍のT34戦車に、斃した馭者はソ連兵に変わる。殺さなかった馭者が戦車からはい出してきてミハイル・金（キム）と名乗ったが、彼はコンスタンチンとかつて戦場で出会っていた。
コンスタンチンは、後に倭建命として佐田が山つ神の化身の老人を斃す場面で、佐田の手にかかるという役割で再び登場する。神話の山つ神退治とは実は倭建命の父王殺しの物語であり、おばの倭姫は本来は母親ではなかったか……。

### ドミトリー・キム
ソ連邦極東空軍中尉。最初はミハイル・金として登場したが、実はミハイルは彼の父で、彼は朝鮮戦争当時の父親の死の場面を演じていた。父はロシア系朝鮮人で、北朝鮮に帰郷後に朝鮮戦争に参加。母はウクライナのギリシャ正教の司教の子孫であるギリシャ人。
ドミトリーは空母ミンスクからヤーク（ヤコブレフ）36で日本上空に進入し、おそらくは佐田のF-1と交戦する最中に核攻撃を受けた。そして天御中主神によって日本神話の世界に引き込まれ、ヘーラからはギリシャ神話の世界に引き込まれていた。両神話の世界から逃れたが、朝鮮戦争の場面を演じる羽目となっていた。しかし佐田は眩暈に襲われ、ドミトリーは消えて、元のライオス王を殺した坂道の光景に戻ってしまう。

### ヤミナ・アハーディ
エジプト人。おそらくはエチオピア人の血も引いている。父は第二次世界大戦中にドイツ軍司令部にいたが、戦後は対独協力者として追放されることなくエジプトに留まり、官職を得た。ヤミナは外国人労働者として西ベルリンに渡り、看護婦として働いていたが、ワルシャワ条約機構の支援を受けた東ドイツ軍の侵攻によって西ドイツ軍は壊滅、ヤミナも核攻撃に巻き込まれてギリシャ神話の世界に引きずり込まれた。
佐田がたどり着いたテーバイの町の路上で鍛冶仕事をしていた老人が、城門に現れた怪物スフィンクスの危険を告げ、自分が鍛えたという剣をくれた。ふと佐田が気付くと老人と鍛冶道具は消えていた。実は老人はヘパイストスであった。オイディプス役の佐田が出会ったスフィンクスの、巨大なライオンの体につながる巨大な顔として登場するが、それは以前見たアンドロメダ姫の顔であった。神話通りに謎をかけてくるスフィンクスに自殺させないため、佐田は彼女を説き伏せ、再び想定外の方向へ走ることで景色を引き裂き、白い霧の中に飛び込む。そこでヤミナはライオンから分離し、通常の大きさに戻った。
ヤミナは最初はミノス王の娘アリアドネを演じていたが、テセウスを演じていたのがドミトリーであったと話す。佐田は自分の知らないシナリオと自分と出会っていない同様の境遇の人々の存在を知った。霧から出るとそこは戦術核兵器により被爆した西ベルリンであり、再会したライオンは市内の動物園から不意に消えていたのだが、ヤミナらの心が通じたように動物園に戻っていった。

## あらすじ
（登場人物紹介からの続き）
動物園近くの森の中、佐田とヤミナの前にアポロンが現れて、ここが自分の故郷だと語る。アポロンは本来はゲルマニアの金髪碧眼の青年であり、ギリシャに南下する途中で彼と出会った人々が伝説をつくって、それがギリシャ固有の太陽神ヘリオスと一体化したのであったろうか。アポロンは佐田に連なる祖先の神々の名と今後の運命を告げて消えた。また佐田らは北欧神話のノルニルと出会い、ヤミナも以前エジプト神話のイシスと会ったことから、ギリシャと日本の神々以外もこのシナリオに参加していると知る。
2人は沖ノ島に飛ばされ、宗像三女神の田寸津姫、市杵島姫、田霧姫に会い、高天原の軍勢が邪神――ギリシャ神話の神々と戦っていると聞かされる。そこへヘーラとヘルメスが現れ、佐田にギリシャ神話世界に戻るよう命じ、ヘラクレスが捕らえに来たが、佐田は雲間のワルキューレが見守る中でヘラクレスを斃した。三女神から「天の速舟」（あめのはやふね）を与えられ、佐田は自分が武内宿禰を演じるのだと知る。
船に同乗した武人の言うままにヤミナとともに大和へ向かう途中、船を上陸させて休んだ洞窟は、実は天目一箇神の住処だった。勝手に入り込んだ人々をこの巨神は洞窟に閉じ込め、数名を食べてしまう。佐田が自分が今オデュッセウスだと気付くと、巨神はポリフェーモスとなり、神話通りにその目を潰して洞窟から脱出する。
再び現れたヘーラは、敵はティタン族であると告げ、協力を求める。ここに至って佐田は、自分が出会ったギリシャの神々は現世代、日本の神々が旧世代であったことに気付く。
次に佐田らの前に現れたティタン神たちが、天常立神、国常立神、可美葦牙彦舅神だと名乗る。大黒様の扮装の大国主命はプロメテウスを名乗る。アトラスもいる。彼らの足元にヘパイストスがおり、オリンポスの神々の今までの仕打ちを恨みゼウスへの復讐のため佐田に剣を与えたと告げる。霧が晴れ上がって見えた巨神の実体は戦略核兵器であるタイタン・ミサイルで、このICBM基地から他の核ミサイルはすべて発射されたようだった。高天原の神々と入れ替わって神話から消えていった天御中主神、高皇産霊神、神皇産霊神らをウラノス、ガイア、ポントスになぞらえられると気付き、ヘーラが天照大神でないかと考える佐田。
世界の神話は本来は1つのものであったが、民族ごとにまるで違ったものに変わっていただけで、共通の要素は残っている。たとえば先ほど演じたオデュッセウス＝ユリシーズの神話は、日本の百合若大臣の説話の起源となった日本書紀の武内宿禰の記事と同一のものであったかもしれない。そして自身が2つの世界で再現を繰り返した物語。神々は身勝手で傲慢で、そのため人間が神々に反抗して一神教を考え出したことから、核戦争を起こすように仕向けた。佐田は、神々の失政により滅びつつある人類には、神々がかつて巨神を滅ぼしたのと同じように、神々を滅ぼすことで生き延びる方法しかないと理解した。
どちらの神話世界にあっても外観に変化のないヘパイストスの剣を手に、佐田はヤミナを伴いオリンポスへ向かうが、そこへは玲も、ドミトリーも、そしてこの神々のシナリオに巻き込まれた神々の子孫である人々が集まっていた。玲が佐田に縋り付くように、ヤミナもドミトリーの元へ。ついにヘーラは自身が天照大神でもあることを佐田に告げた。襲ってくるアーレスの軍勢やケルベロスを次々に斃す佐田たち。ゼウスが雲間から雷霆をもって地上にとどめを刺そうとするが、佐田の剣で腕を切り落とされ、ヘーラとともに落下して消える。佐田や玲たちには、核戦争を生き残った人々を導く仕事が残っていた。

### 単行本
- 豊田有恒『神々の黄昏 オリンポス・ウォーズ』集英社、1982年7月、ASIN B000J7MPOI。

### 文庫
- 豊田有恒『神々の黄昏 オリンポス・ウォーズ』集英社〈集英社文庫〉、1986年5月、ISBN 4087491099。